# Saison 2020-2021 du Montpellier Hérault Sport Club
Maillots
Dernière mise à jour : 30 octobre 2020.
Chronologie
Saison précédente Saison suivante
La saison 2020-2021 du Montpellier Hérault Sport Club est la trente-neuvième saison du club héraultais en première division du championnat de France, la onzième saison consécutive au sein de l'élite du football français.
Les Pailladins participent également durant la saison à la Coupe de France.

## Compétitions

### Matchs officiels de la saison
Le tableau ci-dessous retrace les rencontres officielles jouées par le Montpellier HSC durant la saison. Les buteurs sont accompagnés d'une indication sur la minute de jeu où est marqué le but et, pour certaines réalisations, sur sa nature (penalty ou contre son camp).
| Compétition     | Débute au tour | Place ou tour final | Matches joués | Gagnés | Nuls | Perdus | Buts pour | Buts contre | Différence |
| Ligue 1         | -              | 8e                  | 38            | 14     | 12   | 12     | 60        | 62          | -2         |
| Coupe de France | 1/32 de finale | 1/2 finale          | 5             | 4      | 1    | 0      | 9         | 4           | +5         |
| Total           | 0              | 0                   | 43            | 18     | 13   | 12     | 69        | 66          | +3         |